# کمپو ورد (تگزاس)
کمپو ورد (به انگلیسی: Campo Verde) یک منطقهٔ مسکونی در ایالات متحده آمریکا است که در تگزاس واقع شده‌است. کمپو ورد ۱۳۲ نفر جمعیت دارد.